# 机械工程

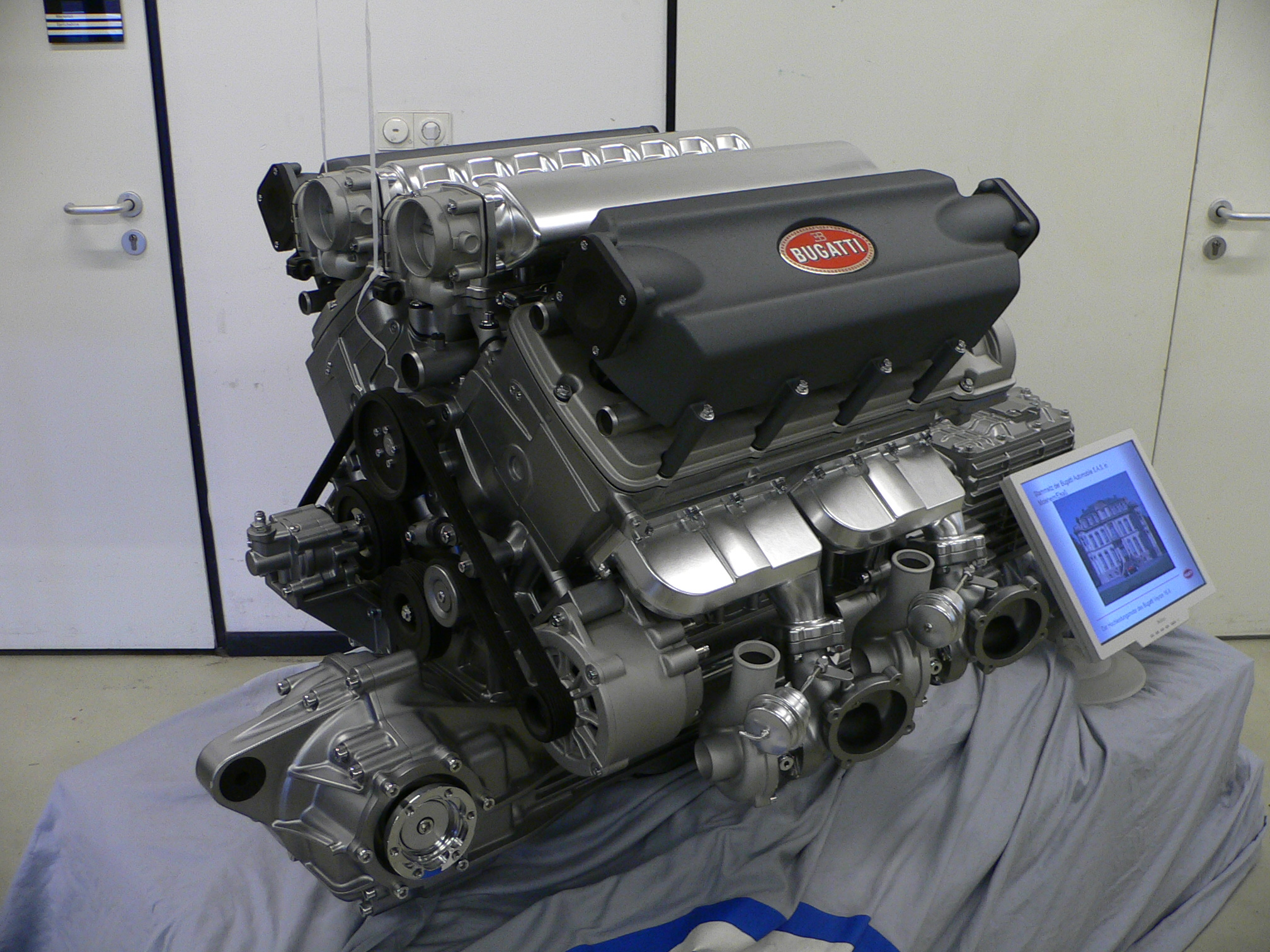
機械工程師設計及製造引擎和發電機構造

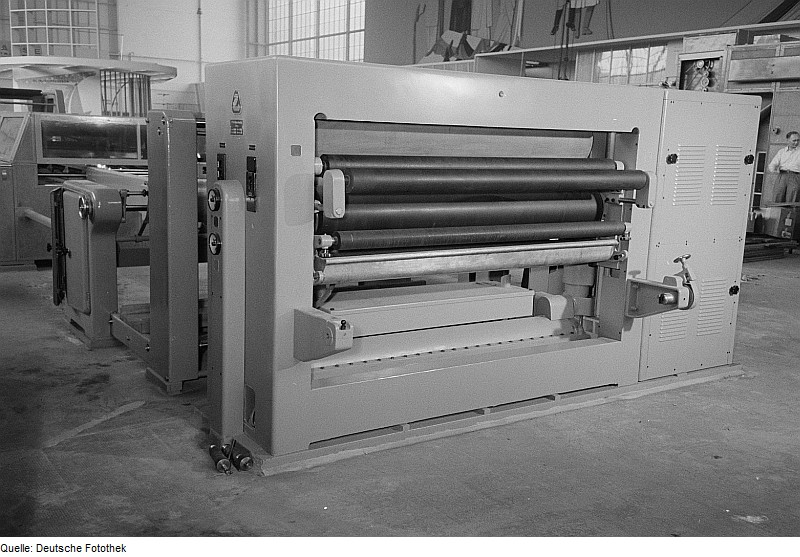
1954年的電動紡織機

機械工程（英語：Mechanical engineering）是一門涉及利用物理定律為機械系統作分析、設計、生產及維修的工程學科。
機械工程是眾多工程學科中範圍最廣的一科。任何現代產業和工程領域都需要應用機械，例如：農業、林業、礦業等需要農業機械、林業機械、礦業機械；冶金工程和化學工程需要冶金機械、化工機械；紡織和食品加工業需要紡織機械、食品加工機械；水利、土木建築、道路和橋梁等工程需要工程機械；電力工程需要電力機械；交通運輸業需要各種車輛、船舶、飛機等；各種商品的計量、包裝、儲存、裝卸需要各種相應的工作機械。
各個工程領域的發展都要求機械工程有與之相適應的發展，都需要機械工程提供所必需的機械。某些機械的發明和完善，又導致新的工程技術和新的產業的出現和發展，例如：大型機械的成功製造，促成了電力系統的建立；火車的發明導致了鐵路工程和鐵路事業的興起；內燃機、燃氣輪機、火箭發動機等的發明和進步以及船舶、飛機和航空器的研製成功導致了航海工程、航海事業、航空工程和航空事業的興起；高壓設備（包括壓縮機、反應器、密封技術等）的發展導致了許多新型合成化學工程的成功。機械工程就是在各方面不斷提高的需求的壓力下獲得發展動力，同時又從各個學科和技術的進步中得到改進和創新能力。

## 發展演進歷史

### 古代
人類成為“現代人”的標誌是製造工具。石器時代的各種石斧、石錘、木弓和木質、皮質的簡單粗糙的工具是後來出現的機械的先驅。從製造簡單工具演進到製造由多個零件、部件組成的現代機械，經歷了漫長的過程。
幾千年前，人類已創製了例如用於穀物脫殼和粉碎的臼和磨，用來提水的桔槔和轆轤，裝有輪子的車，航行於江河的船及其槳、櫓、舵等。所用的動力，從人自身的體力，發展到利用畜力、風力和水力。所用材料從天然的石、土、木、皮革，發展到人造材料。最早的人造材料是陶瓷。製造陶瓷器皿的陶車，已是具有動力、傳動和工作三個部分的完整機械。
人類從石器時代進入銅器時代，再進而到鐵器時代，用以吹旺爐火的鼓風器的發展起了重要作用。有足夠強大的鼓風器，才能使冶金爐獲得足夠高的爐溫，才能從礦石中煉得金屬。在中國公元前1,000～前900年就已有了冶鑄用的鼓風器，並漸從人力鼓風發展到畜力和水力鼓風。
早在公元前，中國已在指南車上應用複雜的齒輪系統，在被中香爐中應用了能永保水平位置的十字轉架等機件。古希臘已有圓柱齒輪、圓錐齒輪和蝸杆傳動的記載。但是關於齒輪傳動瞬時速比與齒形的關係、齒形曲線的選擇，直到17世紀之後方有理論闡述。手搖把和踏板機構是曲柄連杆機構的先驅，在各文明古國都有悠久歷史，但是曲柄連杆機構的形式、運動和動力的確切分析和綜合，則是近代機械學的成就。
機械學作為一個專門學科遲至19世紀初才第一次列入高等工程學院（巴黎的工程學院）的課程。通過理論研究，人們方能精確地分析各種機械，包括複雜的空間連杆機構的運動，並進而能按需要綜合出新的機構。

### 近代

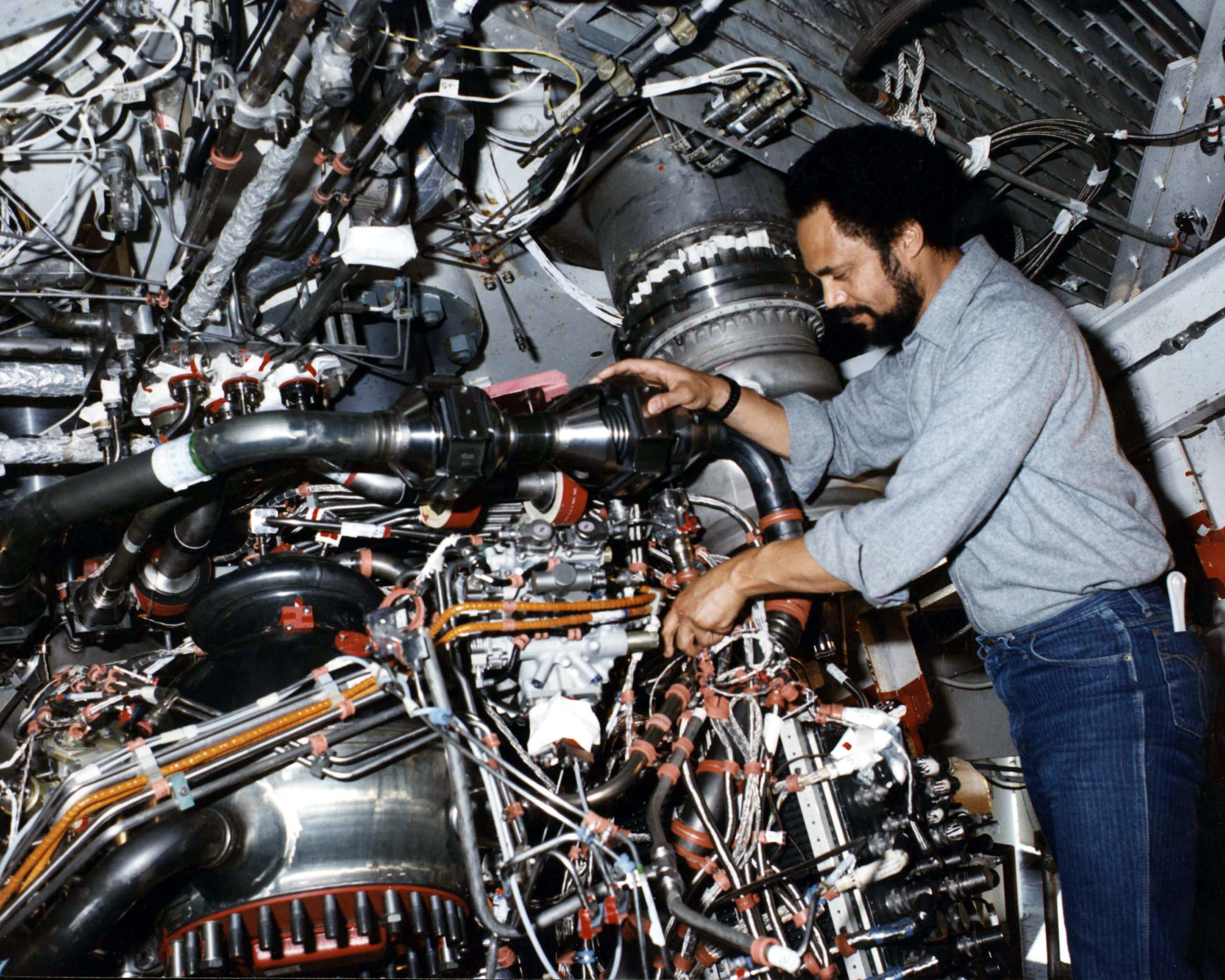
太空梭機械工程師

15－16世紀以前，機械工程發展緩慢。但在以千年計的實踐中，在機械發展方面還是積累了相當多的經驗和技術知識，成為後來機械工程發展的重要潛力。17世紀以後，資本主義在英、法和西歐諸國出現，商品生產開始成為社會的中心問題。許多高才藝的機械匠師和有生產觀念的知識分子致力於改進各產業所需的工作機械和研製新的動力機械──蒸汽機。18世紀後期，蒸汽機的應用從採礦業推廣到紡織、麵粉、冶金等行業。製作機械的主要材料逐漸從木材改用更為堅韌，但難以用手工加工的金屬。機械製造工業開始形成，並在幾十年中成為一個重要產業。機械工程通過不斷擴大的實踐，從分散性的、主要依賴匠師們個人才智和手藝的一種技藝，逐漸發展成為一門有理論指導的、系統的和獨立的工程技術。機械工程是促成18－19世紀的工業革命以及資本主義機械大量生產的主要技術因素。

#### 動力機械的發展
動力是發展生產的重要因素。17世紀後期，隨著各種機械的改進和發展，隨著煤和金屬礦石的需要量的逐年增加，人們感到依靠人力和畜力不能將生產提高到一個新的階段。在英國，紡織、磨粉等產業越來越多地將工場設在河邊，利用水輪來驅動工作機械。但當時已有一定規模的煤礦、錫礦、鋁礦、鐵礦、銅礦、銀礦、金礦礦井中的地下水，仍只能用大量畜力來提昇和排除。
在這樣的生產需要下，18世紀初出現了湯瑪斯·紐科門(Thomas Newcomen)的大氣式蒸汽機，用以驅動礦井排水泵。但是這種蒸汽機的燃料消耗率很高，基本上只應用於煤礦。
1765年英國人瓦特發明了有分開的凝汽器的蒸汽機，降低了燃料消耗率。1781年瓦特又創製出提供迴轉動力的蒸汽機，擴大了蒸汽機的應用範圍。蒸汽機的發明和發展，使礦業和工業生產、鐵路和航運都得以機械動力化。
蒸汽機幾乎是19世紀唯一的動力源。但蒸汽機及其鍋爐、凝汽器、冷卻水系統等體積龐大、笨重，應用很不方便。19世紀末，電力供應系統和電動機開始發展和推廣。20世紀初，電動機已在工業生產中取代了蒸汽機，成為驅動各種工作機械的基本動力。生產的機械化已離不開電氣化，而電氣化則通過機械化才對生產發揮作用。
發電站初期應用蒸汽機為原動機。20世紀初期，出現了高效率、高轉速、大功率的汽輪機，也出現了適應各種水力資源的大、小功率的水輪機，促進了電力供應系統的蓬勃發展。
19世紀後期發明的內燃機經過逐年改進，成為輕而小、效率高、易於操縱、並可隨時啟動的原動機。它先被用以驅動沒有電力供應的陸上工作機械，以後又用於移動機械（如：拖拉機、堆高機、重機械、農用機械）、車輛、飛機和船舶，到20世紀中期開始用於鐵路車輛。蒸汽機在汽輪機和內燃機的排擠下，已不再是重要的動力機械。內燃機和以後發明的燃氣渦輪發動機、噴氣發動機的發展，還是船舶、飛機、航天器等成功發展的基礎技術因素之一。

#### 機械加工技術的發展
工業革命以前，機械大都是木結構的，由木工用手工製成。金屬（主要是銅、鐵）僅用以製造儀器、鎖、鐘錶、泵和木結構機械上的小型零件。金屬加工主要靠機匠的精工細作，以達到需要的精度。蒸汽機動力裝置的推廣，以及隨之出現的礦山、冶金、車輛、船舶、飛機等大型機械的發展，需要成形加工和切削加工的金屬零件越來越多，越來越大，要求的精度也越來越高。應用的金屬材料從銅、鐵發展到以鋼為主。機械加工主要包括鉗工、鑽床、車床、銑床、磨床、鋸床、沖床、刨床（鉋床）、模具、鑄造、鍛造、鈑金、焊接、熱處理及非傳統加工等技術及其裝備，以及切削加工技術、刀具及量具等，得到迅速發展，保證了各產業發展生產所需的機械裝備的供應。
社會經濟的發展，對機械產品的需求猛增。生產批量的增大和精密加工技術的進展，促進了大量生產方法（零件互換性生產、專業分工和協作、流水加工線和流水裝配線等）的形成。
簡單的互換性零件和專業分工協作生產，在古代就已出現。在機械工程中，互換性最早體現在亨利·莫茲利於1797年利用其創製的螺紋車床所生產的螺栓和螺帽。同時期，美國工程師伊萊·惠特尼用互換性生產方法生產火槍，顯示了互換性的可行性和優越性。這種生產方法在美國逐漸推廣，形成了所謂“美國生產方法”。
18世紀以前，機械匠師全憑經驗、直覺和手藝進行機械製作，與科學幾乎不發生聯繫。到18世紀－19世紀，在新興的資本主義經濟的促進下，掌握科學知識的人士開始注意生產，而直接進行生產的匠師則開始學習科學文化知識。他們之間的交流和互相啟發取得很大的成果。在這個過程中，逐漸形成一整套圍繞機械工程的基礎理論。
動力機械最先與當時的先進科學相結合。蒸汽機的發明人T.薩弗里、瓦特應用了物理學家D.帕潘和J.布萊克的理論。在蒸汽機實踐的基礎上，物理學家S.卡諾、W.J.M.蘭金和開爾文建立起一門新的科學──熱力學。內燃機的最重要的理論基礎是法國的A.E.B.de羅沙在1862年創立的，1876年尼古拉斯·奧托(Nikolaus August Otto)應用羅沙的理論，徹底改進了他原來創造的粗陋笨重、噪聲大、熱效率低的內燃機而奠定了內燃機的地位。其他如：汽輪機、燃氣輪機、水輪機等都在理論指導下得到發展，而理論也在實踐中得到改進和提高。

### 現代
在工業革命以前，大多數的工程項目都限於軍事及城市發展。從事軍事方面的工程師負責研制戰爭工具和系統；從事城市發展的工程師則負責建築和地面設施。在十九世紀早期的英國，機械工程師成為新興的行業，負責提供工業用機械和推動機械所需要的動力。在1818年，首個專業土木工程師組織成立，而機械工程師亦相繼於1847年成立組織。
20世紀初期，福特，H.在汽車製造上又創造了流水裝配線。大量生產技術加上泰勒，F.W.在19世紀末創立的科學管理方法，使車輛和其他大量生產的機械產品的生產效率很快達到了過去無法想像的高度。
20世紀中、後期，機械加工的主要特點是：不斷提高機床的加工速度和精度，減少對手工技藝的依賴；發展少無切削加工工藝；提高成形加工、切削加工和裝配的機械化和自動化程度。自動化從機械控制的自動化發展到電氣控制的自動化和計算機程序控制的完全自動化，直至無人車間和無人工廠；利用數值控制機床、加工中心、成組技術、電腦輔助製造等，發展柔性加工系統，使中小批量、多品種生產的生產效率提高到近於大量生產的水平；研究和改進難加工的新型金屬和非金屬材料的成形和切削加工技術。

#### 機械工程師學會
世界上建立最早的機械工程學術團體是英國機械工程師學會IMechE，成立於1847年，第一任主席是鐵路機車發明家喬治·史蒂芬生。英國機械工程師學會的建立，標誌著機械工程已確立為一個獨立的學科，機械工程師被社會公認為受尊敬的職稱。
在此之前，從事機械製造、使用和修理的人，被稱為機器匠，社會地位不高。
隨著機械製造作為一個獨立的工業部門日益發展，各國機械工程師學會紛紛建立，這在很大程度上反映了機械工業初創階段，企業主和技術人員要求自由開展學術交流、維護共同利益、爭取提高社會地位的共同願望。
在西方，機械工程師學會和機械工程學科同時誕生，在推動學科發展、提高機械工程師社會地位方面起到了重要的作用。英國機械工程師學會根據國家法律規定，有權考核工程師，並授予特許工程師稱號。
德國工程師學會(VDI)成立於1856年，主要活動範圍是機械工程。它在制訂指導性技術文件方面在全國處於領先地位。美國機械工程師學會(ASME)成立於1880年。它承擔美國機械工業標準的制訂工作。日本機械工程師學會(JSME)成立於1897年。印度機械工程師學會  成立於1920年。中華民國機械工程學會成立於1936年。
各國機械工程師學會的主要活動大體相同，如組織學術討論會、協調科學研究任務、普及科學技術知識等。同時，各國的學會又根據各自社會和歷史背景的不同，發展各自的優勢，使各國的機械工程師學會又具有不同的特點。
在組織建制方面，各國機械工程學會經過不同的探索，一方面建立專業分會或專業委員會，開展專業性學術活動，另方面建立地區分支機構，組織地區性學術活動。這種組織結構逐步發展成為各國機械工程學會共同的特點和傳統。隨著機械化向各工業部門延伸，領域不斷擴大，各國機械工程學會多是歷史悠久、規模最大、會員最多、活動範圍最廣的學術團體。
20世紀以來，特別是第二次世界大戰以來，各國機械工程學術團體有了大規模的發展。國際學術交流也日益頻繁。機械工程的一些專業分支學科，紛紛建立世界性統一的學術團體，例如：國際焊接學會(IIW)、國際鑄造學會(CIATF)、國際材料熱處理聯合會(IFHT)、國際機器理論與機構學聯合會(IFToMM)、國際壓力容器理事會(ICPV)、國際無損檢測理事會(ICNDT)、國際摩擦學理事會(ITC)、國際生產工程研究會(CIRP)等。
隨著機械工程學科各分支與相鄰專業學科互相滲透和綜合，還出現了一批國際性的工程學術團體，如1950年成立的國際技術協會聯盟(UITA)、1958年成立的世界工程組織聯合會等，參加的有近百個國家的工程組織，並取得聯合國教科文組織的支持。在這些國際工程組織中，機械工程學科和學術團體往往是一支中堅力量。

## 機械工程教育

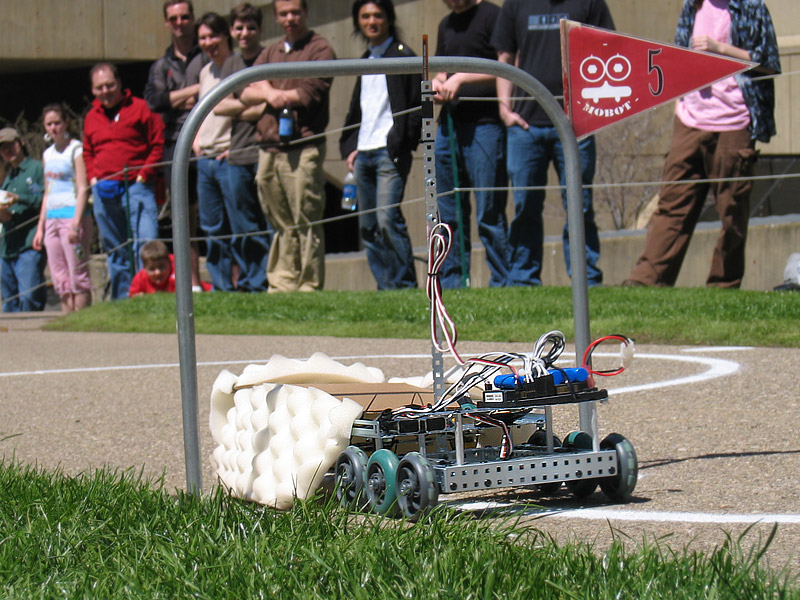
卡内基梅隆大学的機械人設計比賽

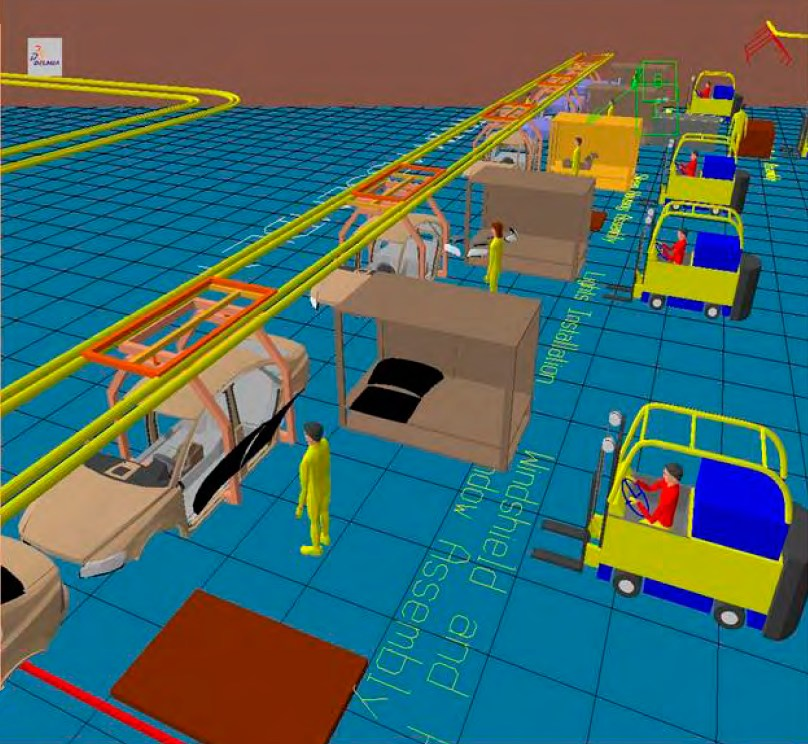
模擬設計汽車生產線

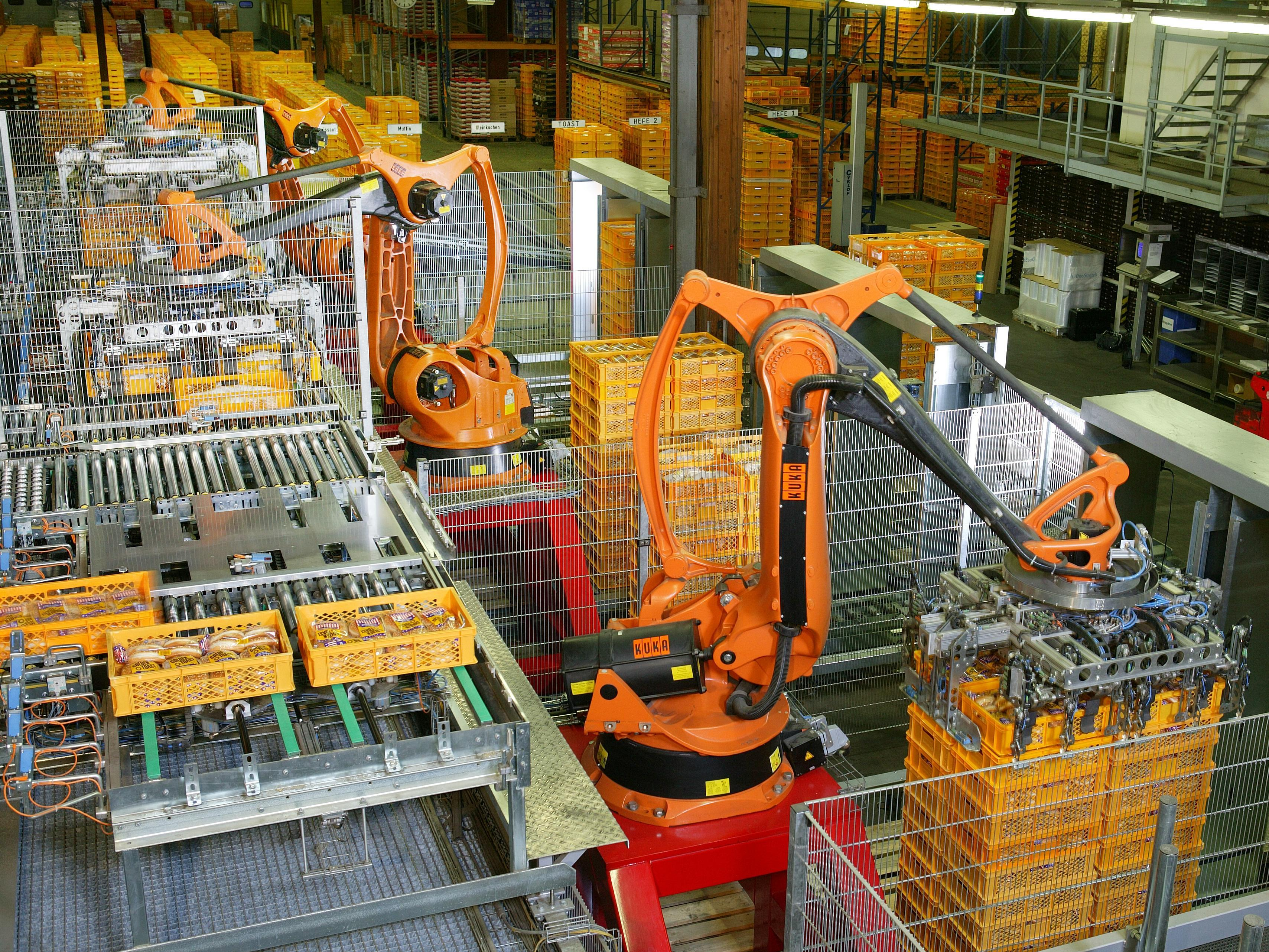
工廠自動化，用機械生產機械

機械工程是材料性質、應用力學、材料力學、熱力學、流體力學、結構力學、損傷力學（破壞力學）、彈性力學、塑性力學、電機電子及計算的理論，以設計及製造各類型的機械製品及系統，如：發動機、機器、儀器、消費品及機械、水力、熱力或熱傳系統。隨著科技的日新月異；電腦輔助製圖及電腦輔助製造技術已廣泛地被採用。一般來說，機械工程師會專注某一方面的工作，例如：水力、熱傳、熱機、電機電子、機電整合、控制系統，機械人製造、冷凍、冷藏、空氣調節、升降機與電梯，或某類特定的製品如：機器，推進系統、機械人及機動儀器等。
機械工程的工作對象是動態的機械，意即它的工作情況會發生很大的變化。這種變化有時是隨機的而不可預見；實際應用的材料也不完全均勻，可能存有各種缺陷；加工精度有一定的偏差等等。與以靜態結構為工作對象的土木工程相比，機械工程中各種問題更難以用理論精確解決。因此，早期的機械工程只運用簡單的理論概念，結合實踐經驗進行工作。設計計算多依靠經驗公式；為保證安全，都偏於保守。結果，製成的機械笨重而龐大，成本高、生產率低、能量消耗很大。
從18世紀起，設計計算從兩個方面不斷提高了精確度：在材料強度方面，從早期按靜強度除以安全係數（考慮一切不精確性和分散性因素的經驗係數）的粗糙計算，提高到考慮材料的疲勞（19世紀後半期）；從一律按材料的無限疲勞壽命進行設計，改為按照實際要求的壽命進行有限壽命設計（20世紀前半期）；從認為材料原則上不能有裂紋，發展到以斷裂力學理論為依據，考慮裂紋材料的強度和壽命。在結構力學分析方面，從應用經驗公式和簡化的力學分析來確定各種受力和力矩，發展到應用複雜的力學分析和數學計算方法。
進入20世紀，又出現各種實驗應力分析方法。人們已能用實驗方法測出模型和實物上各部位的應力，在發現應力過高過低時，便可能作出必要的調整。20世紀後半葉，人們開始應用有限元法和電子計算機的迅速可靠的數值計算，對複雜的機械及其零件、構件進行力、力矩、力偶、應力、應變等的分析和計算。對於掌握有充分的實踐或實驗資料的機械或其元件，已經可以運用統計技術，按照要求的可靠度科學地進行機械設計，或者按機械的實際情況（實際的質量、實際的使用條件等）科學地判斷其可靠度和壽命。但在許多機械工程工作中，仍還應用一些經驗方法、經驗公式和經驗係數等，不過其中的科學成分在不斷增加，經驗成分則不斷減少。

### 機械科系的專業化和綜合化
19世紀時，機械工程的知識總量還很有限，在歐洲的大學院校中它通常還與水利工程、土木工程、建築工程綜合為一個學科，被稱為民用工程，19世紀下半葉才逐漸成為一個獨立學科。
進入20世紀，隨著機械工程技術的發展和知識總量的增長，機械工程開始分解，陸續出現了專業化的分支學科。這種分解的趨勢在20世紀中期，即在第二次世界大戰結束的前後期間達到了最高峰。由於機械工程的知識總量已擴大到遠非一個人所能全部掌握，一定的專業化是必不可少的。
但是過度的專業化造成知識過分分割，視野狹窄，不能統觀和統籌稍大規模的工程的全貌和全局，並且縮小技術交流的範圍，阻礙新技術的出現和技術整體的進步，對外界條件變化（新技術、新材料和新產品的出現、新的環境保護法規、原材料和能源供應及價格的變動，以及個人的工作調動、職務提昇等）的適應能力很差
封閉性專業的專家們掌握的知識過狹，考慮問題過專，在協同工作時配合協調困難，也不利於繼續自學提高。因此自20世紀中、後期開始，又出現了綜合的趨勢。人們更多地注意了基礎理論，拓寬專業領域，合併分化過細的專業。
綜合→專業分化→再綜合的反復循環，是知識發展的合理的和必經的過程。但是，綜合的恢復，不能是現有專業的簡單合併，而是在更高一級上的綜合，其目的是為了能更好地發揮專業知識作用。不同專業的專家們各具有精湛的專業知識，又具有足夠的綜合知識來認識、理解其他學科的問題和工程整體的面貌，才能形成互相協同工作的有力集體。正確地而不是教條主義地處理知識的綜合與專業的關係，是新的技術革命時代中培養機械工程人才的主要課題。
綜合與專業是多層次的。在機械工程內部有綜合與專業的矛盾；在全面的工程技術中也同樣有綜合和專業問題。在人類的全部知識中，包括社會科學、自然科學和工程技術，也有處於更高一層、更宏觀的綜合與專業問題。

## 基礎學科
在美國，機械工程學的課程受到ABET（页面存档备份，存于）的監管，以保證畢業生對有關項目有最起碼的認知。所以雖然各家院校所提供的課程內容有異，但一般的機械工程學課程都至少包含以下各個基本科目：
- 微積分(Calculus)、工程數學(Engineering Mathematics)；
- 普通物理(General Physics)、普通化學(General Chemistry) 、物理化學(Physical Chemistry)；
- 工程材料(Engineering Materials)、機械材料(Mechanical Materials)、複合材料(Composite Materials)；
- 工程製圖(Engineering Drawing)、機械製圖(Mechanical Drawing)；
- 工程設計(Engineering Design)、機械設計(Mechanical Design)；
- 工業工程(Industrial Engineering)；
- 機械製造(Mechanical Manufacturing)；
- 非傳統加工(Non-Traditional Processing)、特殊加工(Special Processing)；
- 鑄造(Casting)、鍛造(Forging)、模具(Mold)；
- 測量學、品管；
- 量度及儀器及儀表(Instrumentation and Measurement)；
- 應用力學─靜力學及應用力學─動力學(Mechanics of Applied-Statics and Mechanics of Applied-Dynamics)；
- 固體力學(Mechanics of Solid)；
- 材料力學及材料強度學(Mechanics of Materials and Strength of Materials)；
- 熱力學(Thermodynamics)、流體力學(Mechanics of Fluid)；
- 損傷力學（破壞力學）(Mechanics of Damage)；
- 彈性力學(Mechanics of Elasticity)、塑性力學(Mechanics of Plastic)；
- 機件原理、機構學(Kinematics of Machinery)；
- 液壓學(Hydraulics)、氣壓學(Pressure)和氣動學(Pneumatics)；
- 能量轉換(Energy Conversion)；
- 熱傳遞、熱傳、熱處理、熱機、熱流(Thermal Flow)；
- 冷卻及空氣調節；
- 電機、機電整合、自動控制、順序控制、控制理論及微處理機；
- 電腦輔助設計(CAD)及電腦輔助製造(CAM)；
- 固體塑模(Modelling of Solid)；
- 逆向工程(Reverse Engineering)；

## 機械工程的服務領域和工作內容[來源請求]

### 服務領域
機械工程的服務領域廣闊而多面，凡是使用機械、工具，以至能源和材料生產的部門，無不需要機械工程的服務。概括說來，現代機械工程有五大服務領域。 
- 研製和提供能量轉換機械，包括將天然機械能、聲能、光能、熱能、電能、磁能、化學能和流體壓力能轉換為適合於應用的機械能的各種動力機械，以及將機械能轉換為所需要的其他能量（機械能、聲能、光能、熱能、電能、磁能、化學能和流體壓力能等）的能量變換機械。
- 研製和提供用以生產各種產品的機械，包括應用於第一產業的農業、林業、牧業、漁業機械和礦山機械，以及應用於第二產業的各種重工業機械和輕工業機械。
- 研製和提供從事各種服務的機械，包括交通運輸機械（如：輪椅、慢車（自行車（腳踏車）、獸力車）、車輛、飛機、船舶、鐵路列車）、物料搬運機械（如：堆高機、起重機）、重機械（挖掘機、推土機、鏟裝機、裝載機）、加油站加油機、驗票機、辦公機械、醫療機器、通風、暖風和空調設備、除塵、淨化、消聲等環境保護設備等。
- 研製和提供家庭和個人生活中應用的機械，如：泵浦、烤箱、微波爐、咖啡機、電鍋、縫紉機、熨燙機、洗衣機、脫水機、烘乾機、烘被機、吹風機、除濕機、電風扇、冰箱、冷氣機、電暖器、暖氣機、飲水機、熱水器、鐘錶、照相機、攝影機、錄影機、錄音機、收音機、電視機、電話機、手機、固網數據機、電腦、掃描器、列印機、印表機、事務機、傳真機、抽水機、清淨機、吸塵器、運動器材等。
- 研製和提供各種機械武器。

### 工作內容
不論服務於哪一領域，機械工程的工作內容基本相同，按其工作性質可分為六個方面。 
- 建立和發展可以實際地和直接地應用於機械工程的工程理論基礎。這方面主要有：研究力和運動的工程力學、固體力學和流體力學；研究金屬和非金屬材料的性能及其應用的工程材料學；研究材料在外力作用下的應力、應變等的材料力學；研究熱能的產生、傳導和轉換的燃燒學、熱傳學和熱力學；研究摩擦、磨損和潤滑的摩擦學；研究機械中各構件間的相對運動的機構學；研究各類有獨立功能的機械元件的工作原理、結構、設計和計算的機械原理和機械零件學；研究金屬和非金屬的成形和切削加工的金屬工藝學和非金屬工藝學等。
- 研究、設計和發展新的機械產品，不斷改進現有機械產品和生產新一代機械產品，以適應當前和將來的需要。這方面包括：調研和預測社會對機械產品的新的要求；探索應用機械工程和其他工程技術中出現的新理論、新技術、新材料、新工藝，進行必要的新產品試驗、試製、改進、評價、鑑定和定型；分析正在試用的和正式使用的機械存在的缺點、問題和失效情況，並尋求解決措施。
- 機械產品的生產。包括：生產設施的規劃和實現；生產計畫的制訂和生產調度；編制和貫徹製造工藝；設計、製造工具和模具；確定勞動定額和材料定額；組織加工、裝配、試車和包裝發運；對產品質量進行有效的控制。
- 機械製造企業的經營和管理。機械一般是由許多各有獨特的成形、加工過程的精密零件組裝而成的複雜的製品，生產批量有單件和小批，也有中批、大批，直至大量生產，銷售對象遍及全部產業和個人、家庭，而且銷售量在社會經濟狀況的影響下可能出現很大的波動。因此，機械製造商業的管理和經營特別複雜和困難。商業的生產管理、規劃和經營等的研究也多是肇始於機械工業。生產工程、工業工程等在成為獨立學科之前，都曾是機械工程的分支。
- 機械產品的應用。這方面包括選擇、訂購、驗收、安裝、調整、操作、維護、修理和改造各產業所使用的機械和成套機械裝備，以保證機械產品在長期使用中的可靠性和經濟性。
- 研究機械產品在製造過程中，尤其是在使用中所產生的環境污染和自然資源過度耗費方面的問題及其處理措施。這是現代機械工程的一項特別重要的任務，而且其重要性與日俱增。

### 機械工程人才

#### 科學家與學者
由於機械工程領域相當廣大，所以大多數的科學家與學者們多選擇精通機械領域的其中一門分支，並進行高深的基礎理論研究或者廣泛的應用科學研究。

#### 工程師
專業工程師必須具備邏輯思考、有系統地研究及分析問題的能力。由於機械工程的工作往往強調整體合作，工程師必須善於與人相處，並能明確闡述生產程序的安排。為配合科技的迅速發展，工程師須不斷進修，留意新科技如電腦輔助製圖╱電腦輔助製造的發展。常見職稱有：
- 1.機械設計工程師
- 2.機械製程工程師
- 3.設備工程師
- 4.研發工程師
- 5.熱流工程師
- 6.熱機工程師
- 7.電機工程師
- 8.伺服機構與控制工程師

#### 技術員
由於技術員須明確掌握工程師的意念並付諸實行，他必須具備所需的技術知識。此外，他須有良好的判斷力及組織能力。擔任督導職務的技術員更須能激發其下屬工作，並清晰表達其指引。他亦應不斷進修最新的科技知識。

#### 技工
技工必須是務實及喜愛用手及工具製作物品的人。除具備基本的理論知識外，他亦須擁有其工作所需的實際技術。

### 薪酬及就業前景
隨著經濟日趨繁榮，製造及服務業均需求大量曾接受專門訓練的機械工程師及技術員。雖然新科技導致生產程序自動化及電腦化，但大部份與工業營運及儀器製作有關的程序，仍是以機械原理為依歸。鑒於各行業均朝著高科技的方向發展，相信各級機械技術人員的需求將繼續保持增長。

## 分支學科
機械工程可以看作是所有機械相關的集合。以下是機械工程系大部分的課程，附有簡短的解說和常見的應用說明。其中有些是機械工程才有的特色。機械工程師多是運用學自這些和其他更專業的課程的方法和技巧。其中應用力學（靜力學與動力學）、材料力學與流體力學為機械工程三大主角。更專業的課程是在研究所的課程。
- 結構分析或失效理論：機械工程領域的一個分支，它對於檢驗物體失效與否以及如何發生提供了貢獻。結構失效有兩種情況會發生：靜態失效、動態失效與疲勞失效。
- 疲勞分析
- 可靠度分析
- 有限元素法

### 機械製造
製造類是綜合性科目，需用到固體力學（應用力學（靜力學、動力學）、材料力學）、熱力學、流體力學、熱學、電學、磁學、化學等各方面的理論而實現為成品，此製造程序必需滿足可製造出成品、製造出的成品具有一定水準的精度或強度等要求，且能夠系統化、自動化的生產。此外製造類及實驗類是測量技術使用最多的，自不待言。製造之程序大致有材料之表面處理、熱處理、模具、鑄造、鍛造、焊接、粉末冶金、切削原理、常溫塑性加工、高溫塑性加工、液壓、氣壓、機電整合與自動化製造系統。相關學科：
- 電腦輔助製造
- 機械加工
- 工具機
- 數值控制工具機
- 機械材料
- 量測技術應用
- 鑄造學
- 鍛造學
- 塑膠加工
- 銲接學

### 機械設計
設計大抵是一綜合性應用的科目，必需作固體力學、熱力學與流體力學之相關計算，必需選取適當的材料，必需設計控制系統，必需為製造之便捷與經濟性作考慮，必需知道市場現況與需求心理學，還要作所有可能的使用安全與更加人性化的考慮，使命重大，正因為它是意想成現實的中間角色。這就是必修課程多的主要原因，一個『人』通常無法都精通這些，所以更突出科技整合的重要性。相關學科：
- 機件原理
- 機構學
- 機械力學
- 機械材料
- 機械製圖
- 波動力學
- 逆向工程

### 固體力學

莫爾圓，一個分析方法，常用於分析構件所受的壓力。

固力旨在探討固體（剛體、彈性體、塑性體）受力引起之平衡、移動與轉動運動、振動、應力、應變、磨擦、塑性流與破壞等，分別有對應的課程，如：靜力學、動力學、材料力學、彈性力學、塑性力學、損傷力學（破壞力學）、斷裂力學、接觸力學、潤滑理論、腐蝕學等。固力的分析同時也是任何設計的基本考慮，設計機械必定是開始於固力中的平衡考慮，依序至振動、強度等考慮，有時還需要周密的考慮，如：疲勞、衝擊、高溫潛變強度等。接著若是流體機械則再作流體力學之計算，然後其能量來源若是熱機，則加入熱力學之計算以提高效率，若是用電能則以電機作計算，再接著則是控制系統之設計，而完成設計工作，再接著才是機械製造、工業工程學、商業管理、商業經濟學等。由這個序列可看出固力大致居機械工程之上游地位。相關學科：
- 靜力學，研究物體於不移動情形下承受已知負載的學問。
- 動力學，研究力如何影響運動中物體的學問。
- 材料力學，研究不同材料在承受不同種類的應力時如何變形的學問。
- 彈性力學、線性彈力
- 塑性力學
- 損傷力學（破壞力學）
- 接觸力學

### 流體力學
流體力學在於討論各種性質的流體及各種流場中，壓力、浮力、阻力、昇力、速度、加速度、能量、波動等問題，並廣泛地應用在水利、土木建築、航空、航海、液壓、氣壓、化工程序等各種工程上。研究流體如何反應出力的學問。流體力學可以被更進一步分成流體靜力學與流體動力學，並且它是連體力學底下的分支。相關學科：
- 空氣靜力學（氣體）
- 空氣動力學（氣體）
- 空氣力學（氣體）
- 水靜力學（液體）
- 水動力學（液體）
- 水力學（液體）
- 液壓（液體）、氣壓（氣體）
- 計算流體力學
- 流體機械
- 紊流理論
- 二相流

#### 應用
- 車輛（空氣）
- 飛機（空氣）
- 船舶（空氣、水）
- 風力發電（空氣）
- 水力發電（水）

### 熱力學與熱科學
熱學類課程在於討論熱與能的傳播、利用及對他種物系（物理系或化學系）之影響。相關學科：
- 熱力學
- 熱傳學
- 熱傳遞
- 熱傳導
- 熱對流
- 熱處理
- 熱機學
- 熱流學
- 燃燒學
- 熱流測量技術
- 節能技術

### 電機電子與控制
整合機械工程的工程力學與電機工程的電力學達成所謂的電動機械學、整合電子工程的電子學達成所謂的機械電子學，例如：馬達為標準的機電整合裝置，再者透過控制理論與程式設計的輔助達成整體自動化，相關學科：
- 機械電子學
- 自動控制：包含線性控制與非線性控制
- 順序控制
- 微處理機
- 電動機械學
- 電力學
- 電子學
- 電路學
- 程式設計
- 隨機控制
- 數位電路
- 系統識別

#### 應用
- 電機和機械電子裝置：馬達
- 光機電整合裝置，如：光碟機
- 機器人學
- 半導體元件製造控制

## 前瞻研究领域

### 微機電系統
微機電系统是微米大小的機械系统，其中也包括不同形狀的三維平板印刷產生的系统。這些系统的大小一般在微米到毫米之間。在這個大小範圍中日常的物理經驗往往不適用。比如由於微機電系统的面積對體積比要比一般日常生活中的機械系统要大得多，其表面現象如靜電、潤濕等比體積現象如：慣性或熱容量等要重要。他們一般是由類似於生產半導體的技術如表面微加工、體型微加工等技術製造的。其中包括更改的矽加工方法如壓延、電鍍、濕蝕刻、乾蝕刻、電火花加工等等。
生產微機電系统的公司的大小各不相同。大的公司主要集中於為車輛、生物醫療或電子工業生產大批量的便宜的系统。成功的小公司則集中於生產創新的技術。所有這些公司都致力於研究開發。隨著傳感器的發展微機電系统的複雜性和效率不斷提高。

### 納米技術

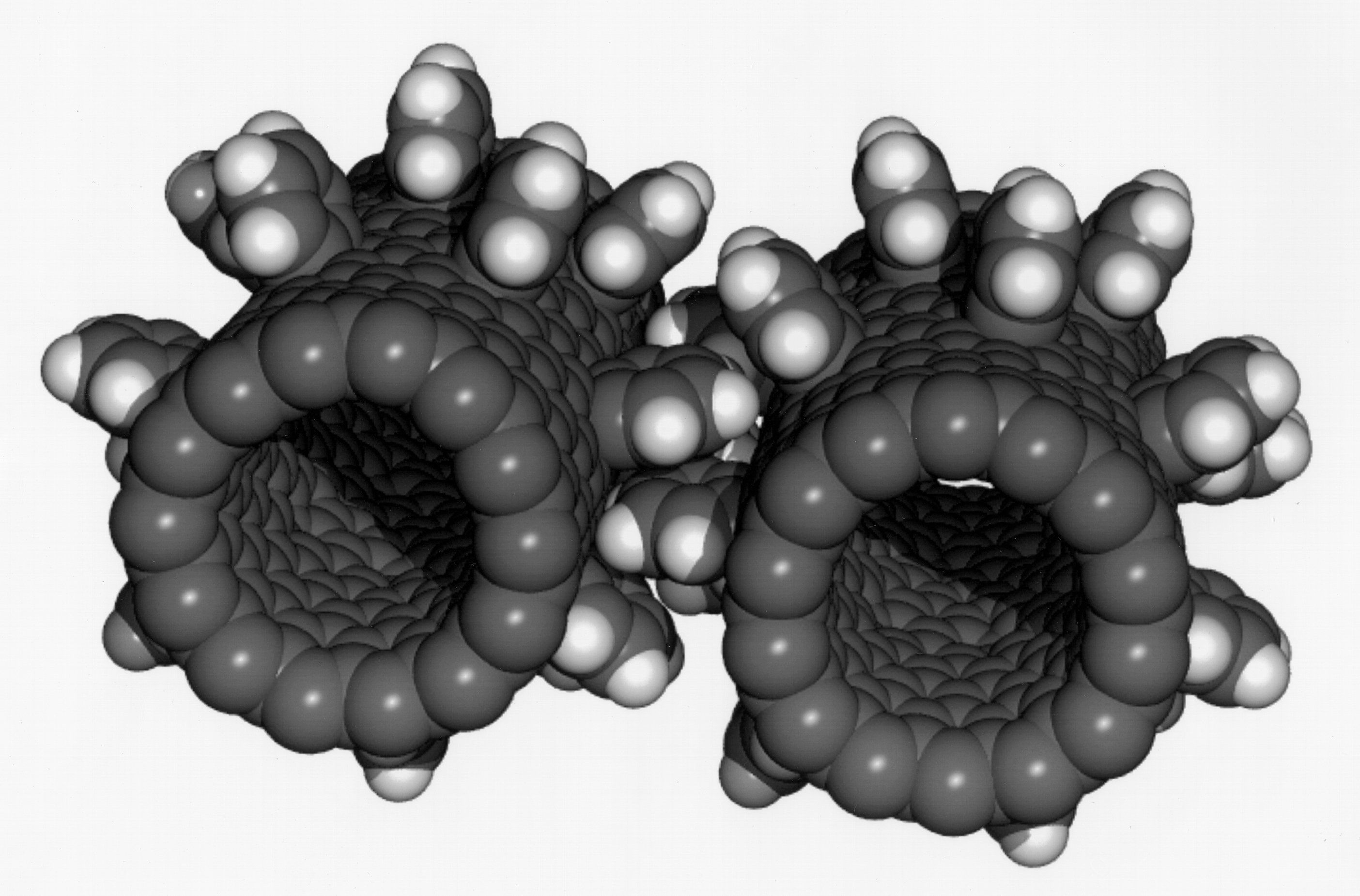
NASA電腦摸擬的分子齒輪，納米機械

納米科技是一門新興應用科學，其目的在於研究於納米規模時，物質和設備的設計方法、組成、特性以及應用。納米科技是許多如生物、物理、化學等科學領域在技術上的次級分類，美國的國家納米科技啟動計劃將其定義為「1納米至100納米尺寸尤其是現存科技在納米規模時的延伸」。納米科技的世界為原子、分子、高分子、量子點和高分子集合，並且被表面效應所掌控，如范德瓦耳斯力、氫鍵、電荷、離子鍵、共價鍵、疏水性、親水性和量子穿隧效應等，而慣性和湍流等巨觀效應則小得可以被忽略掉。舉個例子，當表面積對體積的比例劇烈地增大時，開起了如催化學等以表面為主的科學新的可能性。
微小性的持續探究以使得新的工具誕生，如：原子力顯微鏡和掃描隧道顯微鏡等。結合如電子束微影之類的精確程序，這些設備將使我們可以精密地運作並生成納米結構。納米材質，不論是由上至下製成（將塊材縮至納米尺度，主要方法是從塊材开始通過切割、蝕刻、研磨等辦法得到盡可能小的形狀（比如超精度加工，難度在於得到的微小结構必須精確）。或由下至上製成（由一顆顆原子或分子來組成較大的結構，主要辦法有化學合成、自組裝和定點組裝。難度在於宏觀上要達到高效穩定的質量，都不只是進一步的微小化而已。物體內電子的能量量子化也開始對材質的性質有影響，稱為量子尺度效應，描述物質內電子在尺度劇減後的物理性質。這一效應不是因為尺度由巨觀變成微觀而產生的，但它確實在納米尺度時佔了很重要的地位。物質在納米尺度時，會和它們在巨觀時有很大的不同，例如：不透明的物質會變成透明的（銅）、惰性的物質變成可以當催化劑（鉑）、穩定的物質變得易燃（鋁）、固體在室溫下變成了液體（金）、絕緣體變成了導體（矽）。
納米科技的神奇來自於其在納米尺度下所擁有的量子和表面現象，並因此可能可以有許多重要的應用和製造許多有趣的材質。

## 未來展望
能源方面，在近期改進核裂變動力裝置、發展太陽能、地熱、潮汐能、海水溫差能等，可以減少對非再生的化石能源的依賴。從長遠的觀點看，核聚變是很有希望的和幾乎無窮盡的未來能源。以核物理學的現在和將來的成就為基礎，機械工程與其他工程技術一起，在21世紀中完成核聚變動力裝置的開發和推廣可能徹底解決世界的能源問題。使用這種新能源可同時消除對大氣的二氧化碳污染。
地殼中和海水中的金屬礦藏的蘊藏量極為豐富。只要改進採礦和選礦的工藝和提高採、選礦機械的性能，以降低可以經濟利用的礦石品位，並充分回收金屬廢料，在有足夠的能量供應的條件下，金屬材料資源不愁匱乏。
在煤、石油、天然氣等不再被大量地用作燃料而主要作為合成材料的原料之後，非金屬材料的供應也可得到長遠的保證。
化學工程、冶金工程等生產流程中所產生的廢氣、廢水等環境污染源，通過改進流程、增加淨化機械和設施並提高其淨化效率，在技術上是能夠加以消除的。
機械工程一向以增加生產、提高勞動生產率、提高生產的經濟性，即以提高人類的近期利益為目標來研製和發展新的機械產品。在未來的時代，新產品的研製將以降低資源消耗，發展潔淨的再生能源，治理、減輕以至消除環境污染作為超經濟的目標任務。

### 機械工程與人工智能

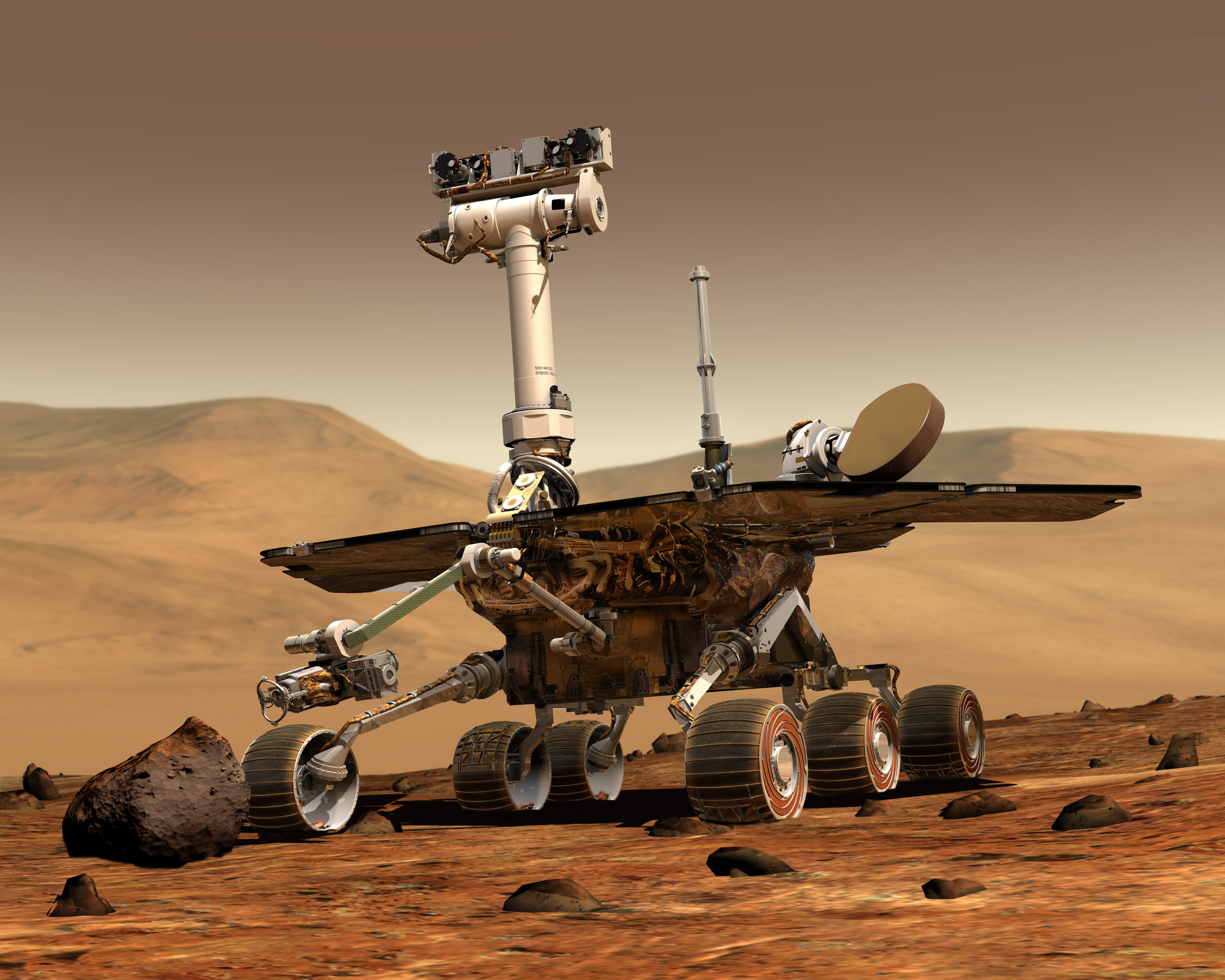
NASA火星探測車

機械工程是傳統的工程技術。機械可以完成人用雙手和雙目以及雙足雙耳直接完成和不能直接完成的工作，而且完成得更快、更好。現代機械工程創造出越來越精巧和越來越複雜的機械，使過去的許多幻想成為現實。人類現在已能上遊天空和宇宙，下潛大洋深層，遠窺百億光年，近察細胞和分子。新興的電子計算機硬體、軟體科學使人類開始有了加強並部分代替人腦的科技手段，這就是人工智能。這一新的發展已經顯示出巨大的影響，而在未來年代它還將不斷地創造出人們無法想像的奇蹟。
人類智慧的增長並不減少雙手的作用，相反地卻要求手作更多、更精巧、更複雜的工作，從而更促進手的功能。手的實踐反過來又促進人腦的智慧。在人類的整個進化過程中，以及在每個人的成長過程中，腦與手是互相促進和平行進化的。人工智能與機械工程之間的關係近似於腦與手之間的關係。其區別僅在於人工智能的硬體還需要利用機械製造出來。過去，各種機械離不開人的操作和控制，其反應速度和操作精度受到進化很慢的人腦和神經系統的限制。人工智能消除了這個限制。機械工程可以充分利用這個新出現的巨大可能性。計算機科學與機械工程之間的互相促進，平行前進，將使機械工程在更高的層次上開始新的一輪大發展。

### Wikibooks
- Engineering Thermodynamics
- Solid Mechanics

### 相關期刊
- Experimental Heat Transfer （页面存档备份，存于）
- Heat Transfer Engineering （页面存档备份，存于）
- International Journal for Computational Methods in Engineering Science and Mechanics  （页面存档备份，存于）
- International Journal of Optomechatronics （页面存档备份，存于）
- Machining Science and Technology （页面存档备份，存于）
- Materials and Manufacturing Processes （页面存档备份，存于）
- Mechanics Based Design of Structures and Machines （页面存档备份，存于）
- Mechanics of Advanced Materials and Structures （页面存档备份，存于）
- Nanoscale and Microscale Thermophysical Engineering （页面存档备份，存于）
- Numerical Heat Transfer, Part A （页面存档备份，存于）
- Numerical Heat Transfer, Part B （页面存档备份，存于）
- Tribology Transactions （页面存档备份，存于）

### 專業團體
- 香港工程師學會（Hong Kong Institute of Engineering, HKIE）
- 美國機械工程師學會（American Society of Mechanical Engineers）
- Pi Tau Sigma(Mechanical Engineering Honor Society)
- 中國機械工程學會（Chinese Mechanical Engineering Society）
- 英國機械工程師學會（The Institution of Mechanical Engineers）
- 马来西亚工程师协会（The Institution of Engineers, Malaysia, IEM）

### 延伸閱讀
- Burstall, Aubrey F. . The MIT Press. 1965. ISBN 978-0-262-52001-0.

## 外部連結
- 中國大百科智慧藏
- 英國機械工程師學會官方網站 （页面存档备份，存于）
- 美國機械工程師學會官方網站 （页面存档备份，存于）
- 中華民國機械工程學會官方網站 （页面存档备份，存于）